# Персенковка
Персенко́вка — местность Сыховского района Львова (Украина) вокруг железнодорожной станции Персенковка между улицами Панаса Мирного, Буйко, Козельницкой и Львовским автобусным заводом. Главные улицы: Персенковка, Козельницкая, Буйко.
До XVII века местность носила название Коснеровка по имени львовского мещанина Коснера, который владел здешними землями. Название Персенковка походит фамилии львовского купца Якуба Персинга, который в 1687 году приобрел этот участок.

## История
Важнейшим предприятием Персенковки была вторая и главная львовская городская электростанция, построенная в 1908 году по проекту архитектора Антона Пиллера, которая действует и доныне.
Когда-то — пригородное поселение, от которого сегодня осталось около 15 жилых малоэтажных сооружений. Фактическое исчезновение поселения произошло в результате прокладки здесь железной дороги с последующим образованием промышленной зоны. В 1887 году здесь были построены костёл и монастырь кармелитов босых, который в настоящее время находится на территории автобусного завода.
Во время украинско-польской войны в декабре 1918 года на Персенковке происходил трехдневный ожесточённый бой. Впоследствии поляки поставили напротив железнодорожной станции величественный монумент из белого мрамора своим воинам, который был уничтожен около 1940 года после вхождения Галиции в состав Украины.

## Промзона
К железнодорожным станциям Персенковка и Скнилов тяготеет весь южный промышленный сектор Львова. Его основу представляют предприятия электротехнической и энергетической промышленности (завод «Искра», изоляторный завод, завод электробытовой аппаратуры), а также Львовский автобусный завод. Здесь же сосредоточена группа кирпичных заводов и завод строительных материалов.
Между электростанцией и ул. Панаса Мирного раньше был парк площадью около 8 га, к настоящему времени частично застроенный гаражами.